# Cetatea Berneck
Cetatea Berneck este o cetate medievală, lângă Kauns în Trol, Austria.

## Așezare
Cetataea este amplasată la est de satul Kaun, pe un vârf de munte cu o altitudinea de 1079 m deasupra n.m.. Inspre sud este un perete vertical stâncos de 130 m, spre valea „Faggenbach”. Spre vest este un teren abrupt spre valea Kauner, iar spre nord și est terenul urcă puțin spre vârful muntelui.  Cetatea din punct de vedere strategic este mai puțin importantă, se presupune că a fost clădită mai mult pentru a asigura supreveghearea și siguranța drumului din valea Innului.

## Istoric
Cetatea este amintită pentru prima oară în anul 1225 ca proprietatea familiei von Berneck. După ce ultimul descendent al familiei Blasius von Berneck moare în anul 1396 fără a lăsa urmași, cetatea ajunge prin căsătorie în posesia lui Viktor von Firmian și în cele din urmă ajunge proprietatea ducelui Friedrich IV. (Tirol) care vinde cetatea. In anul 1976 ea a fost cumpărată de arhitectul  Ekkehard Hörmann,

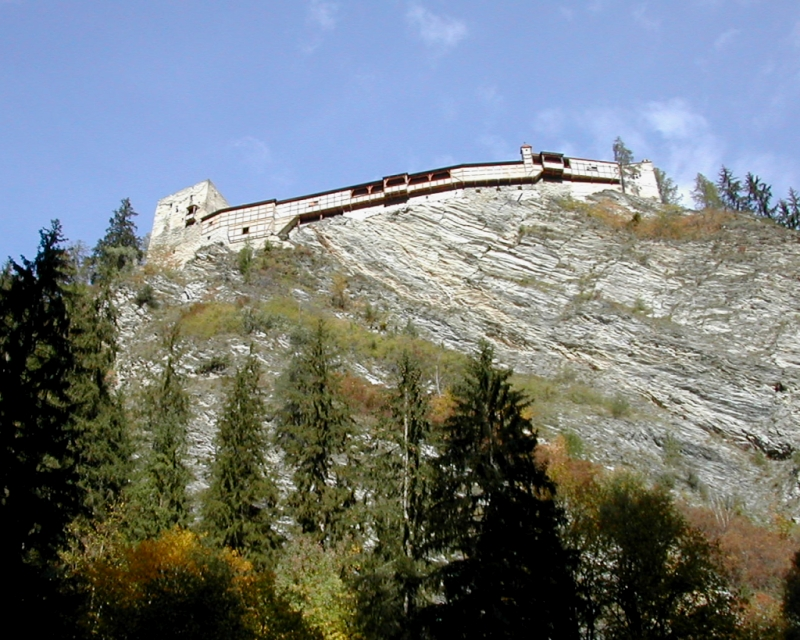
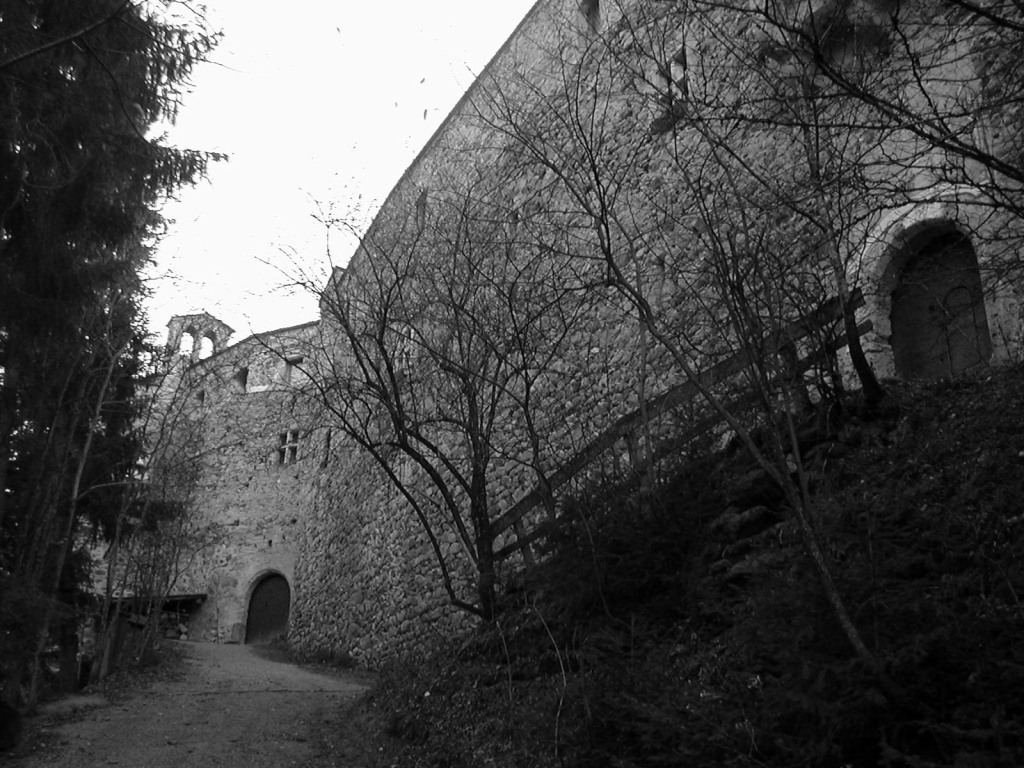